# Observatorul W. M. Keck
Observatorul W. M. Keck este un observator astronomic format din două telescoape reflectoare gemene, situate la 4.145 m deasupra nivelului mării, pe vârful vulcanului Mauna Kea, în Insulele Hawaii. Împreună cu numeroase alte observatoare internaționale, formează Observatorul Mauna Kea.
Datorită marii depărtări de ocean și înălțimii de peste 4 kilometri, care rarefiază atmosfera și distorsiunile pe care le-ar induce, acest sit este un loc ideal pentru observații astronomice. În plus, poluarea luminoasă este foarte scăzută, deoarece zonele înconjurătoare sunt relativ slab populate.
Cele două telescoape Keck 1 și Keck 2 sunt de tip Ritchey-Chrétien, cu montură altazimutală și sisteme optice active și adaptive. Oglinda primară a fiecăruia dintre cele două telescoape are un diametru de aproximativ 10 metri, ceea ce le face al doilea ca mărime în lume, între telescoapele optice, după Gran Telescopio Canarias. 
Keck 1 și Keck 2 pot lucra împreună, prin interferometrie optică. Acest lucru le oferă o rezoluție unghiulară echivalentă cu cea a unei oglinzi de 85 m. Acest lucru ar trebui, teoretic, să permită ambelor telescoape să distingă o flacără de lumânare pe suprafața Lunii. Telescoapele-interferometre Keck sunt printre cele mai mari instrumente optice respectiv în infraroșu apropiat din lume.